# Trasporti in Mozambico
Questa voce raccoglie le principali tipologie di Trasporti in Mozambico.

## Trasporti su rotaia

### Rete ferroviaria

In totale: 4.787 km di linee ferroviarie, non tutte comunicanti (dati 2005).
- scartamento ridotto: 2.983 km a 1067 mm e 140 km a 762 mm.
- collegamento a reti estere contigue
  - in costruzione (2005)
    - con stesso scartamento: Malawi (operativo dal 2009) e Zambia

  - presente
    - con stesso scartamento: Zimbabwe
    - con cambio di scartamento (1067/1000 mm): Tanzania
    - in riparazione: Sudafrica.

### Reti metropolitane
Non esistono sistemi di metropolitana in Mozambico.

### Reti tranviarie
Attualmente anche il servizio tranviario è assente in questa nazione.

## Trasporti su strada

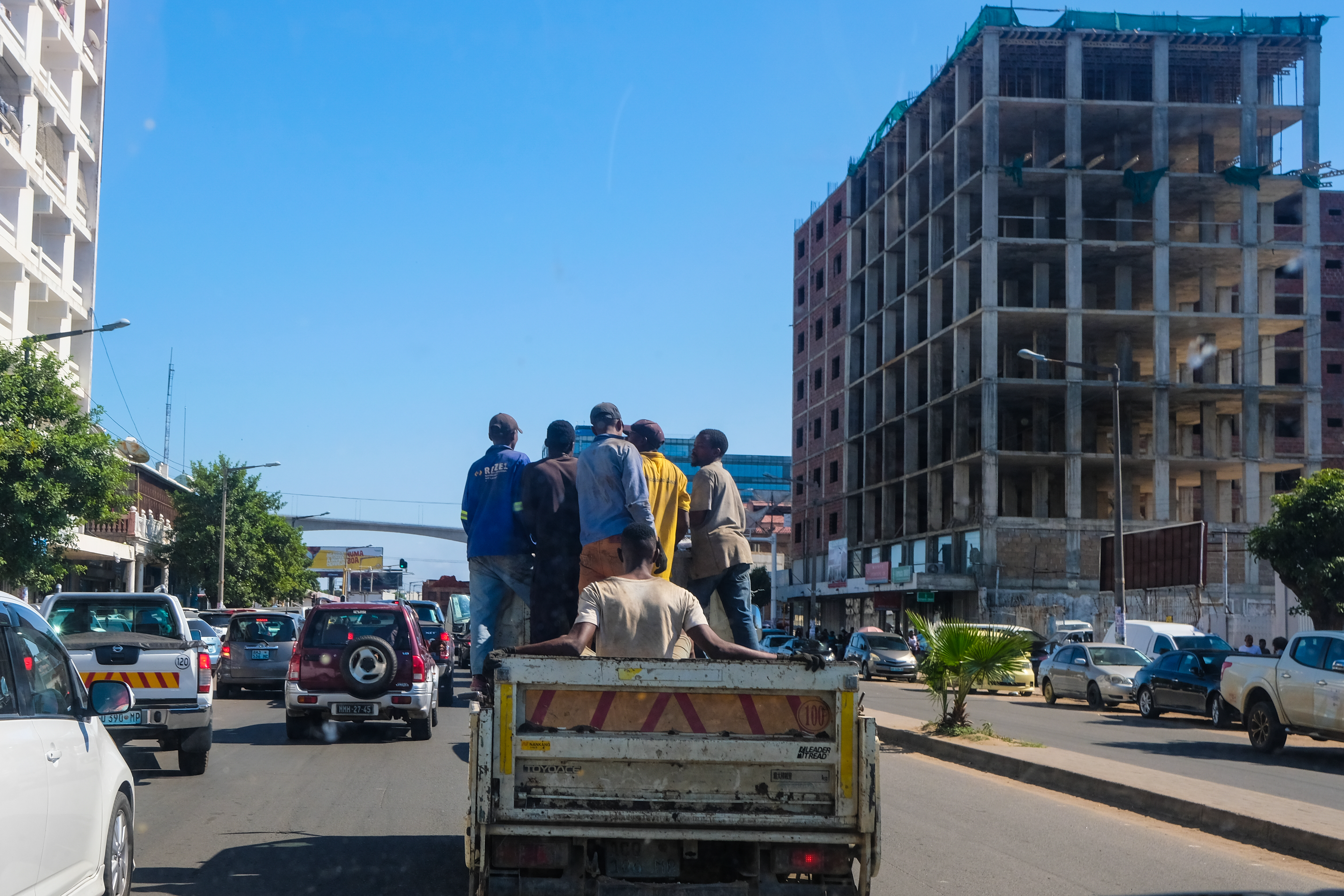
Trasporto formale e informale

### Rete stradale
Strade pubbliche: in totale 64.808 km (dati 2001)
- asfaltate: 5.378 km
- bianche: 59.430 km.

### Reti filoviarie
Attualmente in Mozambico non esistono filobus. 

### Autolinee
Nella capitale, Maputo, ed in altre zone abitate del Mozambico, operano aziende pubbliche e private che gestiscono i trasporti urbani, suburbani ed interurbani esercitati con autobus.

## Idrovie
Il Mozambico dispone di 3.750 km di acque fluviali o lacustri navigabili.

### Porti e scali

#### Sull'Oceano Indiano
- Beira, Inhambane, Maputo, Nacala, Pemba e Quelimane.

## Trasporti aerei

### Aeroporti
In totale: 158 (dati 2006)
a) con piste di rullaggio pavimentate: 22
- oltre 3047 m: 1
- da 2438 a 3047 m: 3
- da 1524 a 2437 m: 10
- da 914 a 1523 m: 3
- sotto 914 m: 5

b) con piste di rullaggio non pavimentate: 136
- oltre 3047 m: 0
- da 2438 a 3047 m: 1
- da 1524 a 2437 m: 14
- da 914 a 1523 m: 34
- sotto 914 m: 87.